# Enrico Rossi (Radsportler)
Enrico Rossi (* 5. Mai 1982) ist ein ehemaliger italienischer Radrennfahrer.

## Werdegang
Enrico Rossi wurde 2004 Dritter bei den nationalen italienischen Bahnrad-Meisterschaften im Keirin. Er konzentrierte sich in der Folge mehr auf den Straßenradsport und schloss sich 2007 dem Professional Continental Team OTC Doors-Lauretana an.
Rossi gewann 2007 eine Etappe Slowenien-Rundfahrt, 2008 das Eintagesrennen Memorial Marco Pantani, 2009 eine Etappe Circuit Cycliste Sarthe und 2010 die Dwars door Drenthe.
Im September 2010 wurde Enrico im Rahmen einer Razzia der italienischen Polizei als mutmaßlich zentrale Figur eines Doping-Dealerrings festgenommen. Zu  einer Dopingsperre kam es jedoch nicht.
In seinem erfolgreichsten Radsportahr 2012 gewann Rossi zwei Etappen der Griechenland-Rundfahrt, die Gesamtwertung und zwei Etappen der Slowakei-Rundfahrt, deine Etappe der Serbien-Rundfahrt und  eine Etappe des Giro di Padania.
Ende der Saison 2014 beendete er seine Karriere.

## Erfolge
2007
- eine Etappe Slowenien-Rundfahrt

2008
- Memorial Marco Pantani

2009
- eine Etappe Circuit Cycliste Sarthe

2010
- Dwars door Drenthe

2012
- zwei Etappen Griechenland-Rundfahrt
- Gesamtwertung und zwei Etappen Slowakei-Rundfahrt
- eine Etappe Serbien-Rundfahrt
- eine Etappe Giro di Padania

## Teams
- 2007 OTC Doors-Lauretana
- 2008 NGC Medical-OTC Industria Porte
- 2009 Ceramica Flaminia-Bossini Docce
- 2010 Ceramica Flaminia
- 2012 Meridiana Kamen Team
- 2013 Meridiana Kamen Team
- 2014 Christina Watches-Kuma